# Nebojša Glogovac
Nebojša Glogovac, szerb cirill: Небојша Глоговац (Trebinje, 1969. augusztus 30. – Belgrád, 2018. február 9.) szerb színész.

## Filmjei

### Mozifilmek
- Vukovar, jedna prica (1994)
- Előre megfontolt gyilkosság (Ubistvo s predumisljajem) (1995)
- Do koske (1997)
- A megmentő (Savior) (1998)
- Lőporos hordó (Bure baruta) (1998)
- 'Hotel Belgrad (1998, rövidfilm)
- Ranjena zemlja (1999)
- Nebeska udica (2000)
- Normális emberek (Normalni ljudi)" (2001)
- Munje!  (2001)
- Bumeráng (Boomerang) (2001)
- T.T. Sindrom (2002)
- Drzava mrtvih (2002)
- Ha felnővök, Kenguru leszek (Kad porastem bicu Kengur) (2004)
- Ohcet (2005, rövidfilm)
- Holnap reggel (Sutra ujutru) (2006)
- Optimisták (Optimisti) (2006)
- A csapda (Klopka) (2007)
- Huddersfield (2007)
- Technotise – Edit és én (Technotise - Edit i ja) (2009, hang)
- Kenjac (2009)
- A nő törött orral (Zena sa slomljenim nosem) (2010)
- Sedamdeset i dva dana (2010)
- Egy szép, szép világ (Beli, beli svet) (2010)
- Zalet (2012, rövidfilm)
- Kad svane dan (2012)
- Artiljero (2012)
- Templom a dombon (Krugovi) (2013)
- S/Kidanje (2013)
- Fegyverek bűvöletében (Sthorzina) (2014, rövidfilm)
- Djecaci iz ulice Marksa i Engelsa (2014)
- Jednaki (2014, a Milan című részben)
- Branio sam Mladu Bosnu (2014)
- Sjene (2014, rövidfilm)
- Enklava (2015)
- Za kralja i otadzbinu (2015)
- Otadzbina (2015)
- Osloboduvanje na Skopje (2016)
- Ustav Republike Hrvatske (2016)
- Tihi kutak Hristov (2017, rövidfilm)
- Saga o 3 nevina muskarca (2017)
- The Books of Knjige: Slucajevi Pravde (2017)
- Apsurdni eksperiment (2018)
- Zaspanka za vojnike (2018)
- Juzni vetar (2018)

### Tv-filmek
- Raj (1993)
- Pokondirena tikva (1997)
- Klasa 2002 (2002)
- Branio sam Mladu Bosnu (2015)

### Tv-sorozatok
- Bolji zivot (1987, három epizódban)
- Porodicno blago (1998–2002, 62 epizódban)
- Lift (2004, tíz epizódban)
- Kosarkasi (2005, tíz epizódban)
- Vratice se rode (2008, négy epizódban)
- Moj ujak (2008, 13 epizódban)
- Moj rodjak sa sela (2008–2011, 17 epizódban)
- Instruktor (2010, egy epizódban)
- Lud, zbunjen, normalan (2010–2011, 48 epizódban)
- Igra istinev (2011, egy epizódban)
- Vojna akademija (2012, öt epizódban)
- Zene sa Dedinja (2013, hat epizódban)
- Stella (2013, 14 epizódban)
- Ravna Gora (2013–2014, hét epizódban)
- Ubice mog oca (2016–2018, 13 epizódban)
- Pet (2018, egy epizódban)
- Nemanjici-radjanje kraljevine (2018, hét epizódban)